# Ириков, Валерий Алексеевич
Валерий Алексеевич Ириков (р. 15 мая 1941, Сталинград) — учёный, преподаватель и предприниматель в области консалтинга, менеджмента, развития и выхода из кризисных состояний в экономике (теория и её применение). Доктор технических наук (1975), профессор (1977), заведующий кафедрой инновационного менеджмента МФТИ и РосНОУ (1998—2006), honorary DBA MBA Вулверхэмптонского университета (UK, 1994), руководитель Российско-британской школы бизнеса при МФТИ (1992—2006), декан ФУПМ МФТИ (1987-98), академик РАЕН (1991), Заслуженный работник высшей школы Российской Федерации (2000),.

## Биография
Валерий Ириков родился 15 мая 1941 г. в г. Сталинграде. Предки — из крестьян Тамбовской губернии. В 1965 окончил МФТИ, в 1969 защитил диссертацию на учёное звание к. т. н. по теме «Некоторые задачи управления комплексами операций класса ресурсы — время и их приложения».
В 1975 — на звание д. т. н. В 1977 присвоено учёное звание профессора.
Важным этапом дальнейшей карьеры явилось знакомство с программой MBA во время краткосрочного обучения В. А. Ирикова в Англии (1991 г.).
На основе MBA в МФТИ была разработана программа «Инновационный менеджмент». С 1993 по 1997 школа менеджмента МФТИ прошла сертификацию на проведение занятий по первым двум ступеням (из трёх) программы MBA университетом Вулверхемптона (University of Wolverhampton), Великобритания.
С 1998 г. в МФТИ начато обучение по программе профессиональной переподготовки «Инновационный менеджмент» по специальности «Менеджмент», в которую вошли не только теоретические знания, но и опыт целого ряда успешных инновационных и учебных проектов на таких предприятиях как
- Покровский завод биопрепаратов (Владимирская обл.),
- Московский подшипник,
- Владимирском заводе «Электроприбор», 1999—2001 г.
- КамАЗ, 1997—1998 гг.
- Норильский Никель,
- Чайковский текстиль (Пермский край), 1994—1997 г.
- и др.[4]

## Карьера
- С 1969 — МФТИ, ассистент кафедры вычислительных систем и автоматизации научных исследований;
- 1972-79 — доцент кафедры;
- с 1977 — профессор кафедры инновационного менеджмента;
- 1998-06 — заведующий кафедрой;
- 1987-98 — декан факультета управления и прикладной математики МФТИ;
- 1979-87 — Институт высоких температур АН СССР, зав. лаб.;
- 1992-06 — Школа менеджмента Российско-Британской школы бизнеса при МФТИ, руководитель;
- 2000-06 — профессор;
- 1995-01 — ЗАО «РОЭЛ Консалтинг», директор по качеству и развитию;
- 2001-05 — ОАО «РОЭЛ Консалтинг», зам. директора департамента инновационного управленческого консалтинга по развитию;
- 2005-06 — корпорация «Русэлпром», советник генерального директора;
- с 2006 — РОАО «РосАгроБиоПром», директор.

## Опыт работы
С участием и под руководством проф. В. А. Ирикова осуществлялась
- Разработка
  - региональных программ развития промышленности;
  - распределённых систем поддержки принятия решений на уровне высшего руководства предприятий и регионов;
  - моделей, методов, алгоритмов и технологий, позволяющих оптимизировать системы управления предприятий и регионов;
- Разработка и реализация
  - программ вывода предприятия из критического и предбанкротного состояния в конкурентоспособное;
  - прикладных компьютеризированных информационных технологий для решения практических задач в управлении функционированием и развитием организаций, инновациями, сложными проектами, финансами и финансовыми системами;
- Стратегическое управление развитием предприятия;
- Консультирование руководителей предприятий и фирм России и стран СНГ.

## Преподавательская деятельность
В. А. Ириков постоянно уделяет внимание преподавательской деятельности, является одним из основателей и заведующим кафедрой инновационного менеджмента МФТИ и проф. каф. РосНОУ (1998—2006), был руководителем Российско-британской школы бизнеса при МФТИ (1992—2006), деканом ФУПМ МФТИ (1987-98).
Также в разное время являлся приглашённым профессором Московского международного университета, Академии народного хозяйства, НИУ ВШЭ, Института экономики и финансов «Синергия».
Лично и в соавторстве разработал и опубликовал целый ряд научных монографий, статей и учебных пособий в области своей профессиональной деятельности.
Читал курсы лекций по темам:
- «Моделирование системы управления»,
- «Стратегический менеджмент»,
- «Управление изменениями»,
- «Управление инновационными процессами»
- и др.;

## Семья и дети
Предки из крестьян Тамбовской губернии;
- жена Бусурина Валентина Ивановна — экономист;
  - сын Иван (1969) — менеджер,
  - дочь Мария (1976) — дизайнер;

### Книги и брошюры
В. А. Ириков — автор и соавтор более 100 печатных работ, изданных на русском и английском языках в России и США, в том числе:
- Программно-целевое планирование и управление. (Введение) Архивная копия от 7 сентября 2021 на Wayback Machine / Г. С. Поспелов, Ириков В. А. М.: Советское радио, 1976. — 404 c.
- Возможности использования математических моделей в процедурах планирования: учеб. пособие / В. А. Ириков. М-во высш. и сред. спец. образ. РСФСР. Моск. физ.-техн. ин-т. — Москва : МФТИ, 1976. — 46 с.
- Модели и методы принятия решений в человеко-машинных системах: учеб. пос. / В. А. Ириков. — Долгопрудный : МФТИ, 1978. — 114 с.
- Диалоговые процедуры анализа динамических свойств космических аппаратов / С. В. Черемных, В. А. Ириков, В. П. Мазурик. — М. : Машиностроение, 1984. — 256 с.
- Процедуры и алгоритмы формирования комплексных программ Архивная копия от 14 июля 2014 на Wayback Machine / Г. С. Поспелов, В. А. Ириков, А. Е. Курилов; Под ред. Г. С. Поспелова. — М. : Наука, 1985. — 422 с. — (Экон.-мат. б-ка).
- Модели и методы управления организационными системами / В. Н. Бурков, В. А. Ириков; Отв. ред. В. В. Кульба; Рос. АН, Ин-т пробл. управления. — М. : Наука, 1994. — 269 с.; ISBN 5-02-007011-4
- Выбор и реализация приоритетов научно-технического прогресса : Учеб. пособие / Моск. физ.-техн. ин-т, Санкт-Петербург. ун-т экономики и финансов, Каф. экономики пром. пр-ва и инноваций; [Подгот. В. А. Ириков и др. ]; Под ред. А. И. Муравьёва. — СПб. : Изд-во Санкт-Петербург. ун-та экономики и финансов, 1994. — 104 с.; ISBN 5-7310-0384-X
- Технологии экономического обоснования инвестиционных проектов развития фирмы / Дранко О. И., Ириков В. А., Леонтьев С. В. Под ред. В. А. Ирикова.; Моск. физ.-техн. ин-т, Учеб.-науч.-произв. комплекс, Шк. менеджмента. — М. : Изд-во Всерос. ин-та пром. собственности и инноватики, 1996. — 93 с.; — (Библиотека технологий управления); ISBN 5-89508-005-7
  - 2-е изд., перераб. — М., 1997. — 96 с. — / Моск. физ.-техн. ин-т (гос. ун-т). Шк. менеджмента).; ISBN 5-7417-0074-9
- Технология финансово-экономического планирования на фирме / В. А. Ириков, И. В. Ириков; Моск. физ.-техн. ин-т, Учеб.-науч.-произв. комплекс, Шк. менеджмента. — М. : Изд-во Всерос. ин-та пром. собственности и инноватики Роспатента, 1996. — 79 с. — (Библиотека технологий управления); ISBN 5-89508-004-9.
  - 2-е изд., перераб. Ч. 1 : Управление финансовыми потоками. — М.: МФТИ, 1997. — 79 с. — 20 см. — ISBN 5-7417-0072-1.
- Технологии стратегического планирования и формирования финансово-экономической политики фирмы / В. А. Ириков; Моск. физ.-техн. ин-т, Учеб.-произв. комплекс, Школа менеджмента. — М. : Изд-во Всерос. ин-та пром. собственности и инноватики, 1996. — 82 с. — (Библиотека технологий управления).; ISBN 5-89508-006-5.
  - 2-е перераб. изд. — Москва, 1997. — 85 с. — ISBN 5-7417-0075-6.
- Реформирование и реструктуризация предприятий / Тренёв В. Н., Балашов В. Г., Ильдеменов С. В., Ириков В. А., Леонтьев С. В. М.: «Издательство ПРИОР», 1998.
- Подготовка и принятие решений по управлению финансовыми потоками бизнес-единиц : Препринт / А. А. Винник, В. А. Ириков, А. А. Парфёнова; Рос. акад. наук. Ин-т проблем упр. им. В. А. Трапезникова. — М. : Ин-т проблем упр., 1999. — 95 с.
- Движение оборотного капитала. Подготовка и принятие решений по управлению пассивами и активами / А. А. Винник, О. И. Дранко, В. А. Ириков. — М.: Ин-т проблем упр. им. В. А. Трапезникова, 1999. — 87 с.
- Распределённые системы принятия решений : Теория и приложения / В. А. Ириков, В. Н. Тренёв. — М.: Наука : Физматлит, 1999. — 285 с.; ISBN 5-02-015246-3
- Реформирование и реструктуризация предприятий. Методика и опыт / Василий Тренёв, Валерий Ириков, Сергей Ильдеменов, Станислав Леонтьев, Владимир Балашов. М.: Приор, 2001. ISBN 5-7990-0118-4. 320 с.
- Технологии повышения финансового результата предприятий и корпораций: практика и методы / Владимир Балашов, Валерий Ириков. М.: Приор, 2002. ISBN 5-7990-0780-8. 512 с.
- Опыт реформирования: четырёхкратный рост и техперевооружение / Владимир Балашов, Валерий Ириков, Валентин Токарев. М.: Книга сервис, 2002. ISBN 5-94909-057-8. 320 с.
- Гилев С.Е., Леонтьев С.В., Новиков Д.А. Распределенные системы принятия решений в управлении региональным развитием.Архивная копия от 14 февраля 2019 на Wayback Machine М.: ИПУ РАН, 2002. – 52 с.
- Механизмы удвоения темпов роста регионов / Балашов В. Г., Ириков В. А., Ларин В. Я. — Библиотека Института технологий управления и развития, ООО «Витос», 2004.
- Технологии повышения финансового результата : практика и методы / В. Г. Балашов, В. А. Ириков. — Москва : МЦФЭР, 2006 (М. : Типография «Новости»). — 670 с.; 21 см. — (Секреты бизнеса); ISBN 5-7709-0411-9.
- Разработка и реализация стратегии инновационного развития машиностроительного предприятия с использованием бюджетирования, ориентированного на результат : методика и практика : учеб.-мет. пос. для студ., аспир. и слушателей, специализирующихся в управлении и инновационном развитии / Никитин А. А., Ириков В. А., Христюк А. А. — Москва : Московский ин-т энергобезопасности и энергосбережения, 2008. — 104 с. — (Российские технологии и успешный опыт инновационного развития).; ISBN 978-5-98540-011-3
- IPO и стоимость российских компаний: мода и реалии кризиса / В. Г. Балашов, В. А. Ириков, С. И. Иванова. Академия народного хозяйства, М.: Дело 2008. ISBN 978-5-7749-0506-5
- Рост и прорыв в лидеры : практикум по преодолению кризиса / В. Г. Балашов, В. А. Ириков, С. И. Иванова ; Акад. нар. хоз-ва при Правительстве РФ. — Москва : Дело, 2009. — 335 с.; ISBN 978-5-7749-0561-4
- Целостная система государственно-частного управления инновационным развитием как средство удвоения темпов выхода России из кризиса и посткризисного роста Архивная копия от 4 сентября 2021 на Wayback Machine : учебное пособие при переподготовке инновационных менеджеров и специалистов для национальной инновационной системы РФ / В. А. Ириков, Д. А. Новиков, В. Н. Тренёв; Ин-т проблем РАН, Отд-ние информационно-институциональных технологий упр. РАЕН. — Москва : ИПУ РАН, 2009. — 220 с. — (Успешный российский опыт и технологии результативного инновационного развития).; ISBN 978-5-98540-020-5
- Адаптивная инновационная стратегия антикризисного управления ростом малых и средних предприятий : методика и пример реализации : учебно-методическое пособие для студентов, аспирантов и слушателей, специализирующихся в управлении и инновационном развитии / Дубинец О. В., Ириков В. А. ; Российские технологии и успешный опыт инновационного развития. — Москва : МИЭЭ, 2009. — 48 с.; ISBN 978-5-98540-013-7
- Переход территорий на инновационный сценарий развития. Пример стратегии инновационного развития муниципального образования и системы управления её реализацией Архивная копия от 7 сентября 2021 на Wayback Machine / Бурков В. Н., Зубарев В. В., Еналеев А. К., Ириков В. А., Корнеева Н. В., Максименко А. В., Отарашвили З. А., Раткин В. В., Суднов Н. В.  (под редакцией В. А. Ирикова). -М.: ИПУ РАН, МИЭЭ 2010, — 113 с.
- Переход региона на инновационное развитие: пример проекта системы управления инновационным развитием Владимирской области Архивная копия от 7 сентября 2021 на Wayback Machine / Бурков В. Н., Боровкова А. В., Веретенников В. В. и др.  Под ред. В. А. Ирикова. — М.: ИПУ РАН, 2011.
- Алгоритмы и информационные технологии решения типовых задач подготовки и принятия выгодных финансовых стратегий : монография / В. А. Ириков, З. А. Отарашвили ; Российский новый ун-т. — Москва : РосНОУ, 2011. — 108 с.; ISBN 978-5-89789-057-6
- Разработка и реализация результативных программ инновационного развития предприятий и территорий. Методика и практика / В. А. Ириков. М.: МЗ Пресс, 2011. ISBN 978-5-86567-094-0. 84 с.
- Разработка и апробация программы инновационного развития муниципального образования на примере Хохольского района Воронежской области: практика, методика, рекомендации / В. А. Ириков, П. В. Пономарёв, В. М. Тарасенко. — Москва : Логос, 2013. — 77 с. — (Успешный российский опыт и технологии результативного инновационного развития); ISBN 978-5-98704-731-6
- Стратегическое управление для инновационного предприятия : учеб. пос. / В. А. Ириков; Минобрауки РФ, Моск. физ.-техн. ин-т (гос. ун-т), Каф. инновационного менеджмента. — Москва : МФТИ, 2016. — 105 с.; ISBN 978-5-7417-0599-5.

### Редакторская деятельность
- Опыт разработки и реализации целевых комплексных программ в свете решений XXVI съезда КПСС : Материалы науч.-практ. конф., 28-29 окт. / Под ред. В. А. Ирикова, Н. И. Диденко. — Л. : ЛДНТП, 1981. — 86 с.; 20 см.
- Вопросы моделирования физико-химических и социально-экономических процессов: междуведомственный сборник научных трудов / Московский физ.-техн. ин-т; [редкол.: В. А. Ириков (отв. ред.) и др.]. — Москва : МФТИ, 1990. — 104, [1] с. : ил.; 20 см; ISBN 5-230-10774-X
- Переход региона на инновационное развитие: пример проекта системы управления инновационным развитием Владимирской области: учебное пособие при повышении квалификации специалистов и руководителей инновационного развития / В. Н. Бурков [и др.] ; общ. ред. — В. А. Ириков. — Москва : ИПУ РАН, 2011. — 126 с. : ил., табл.; 21 см. — (Серия «Успешный российский опыт и технологии результативного инновационного развития» / Учреждение Российской акад. наук Ин-т проблем упр. им. В. А. Трапезникова РАН).; ISBN 978-5-91450-073-0

### Избранные статьи
- Комплексный подход к построению систем управления инновационным развитием региона: проблемы и пути решения Архивная копия от 7 сентября 2021 на Wayback Machine / Зубарев В. В., Ириков В. А., Коргин Н. А. // Проблемы управления. 2012. № 1. С. 26-33.
- Повышение практической результативности управления развитием предприятий, корпораций, территорий и регионов Архивная копия от 7 сентября 2021 на Wayback Machine / Бирюков Н. С., Ириков В. А. // Теория активных систем — 50 лет / Материалы международной научно-практической конференции, 18-19 ноября 2019 г. Под общ. ред. В. Н. Буркова. — М.: ИПУ РАН. C. 298—315.
- Модель стресс-тестирования нефинансового предприятия Архивная копия от 7 сентября 2021 на Wayback Machine / Дранко О. И., Ириков В. А. // Теория активных систем — 50 лет. Материалы межд. научно-практич. конф., 18-19 ноября 2019 г. Под общ. ред. В. Н. Буркова. — М.: ИПУ РАН. C. 414—422.

См. также
- Ириков, Валерий Алексеевич на  математическом портале  Math-Net.Ru
- Список статей в РИНЦ.

### Диссертации
- Ириков, Валерий Алексеевич. Некоторые задачи управления комплексами операций класса ресурсы — время и их приложения : диссертация … кандидата технических наук : 05.00.00. — Москва, 1969. — 134 с. : ил.

## Ученики
Всего под научным руководством и консультированием В. А. Ирикова подготовлено не менее 15 диссертаций (в том числе 3 докторских), более 10 DBA, 30 MBA. Особо же среди учеников Валерия Александровича на портале ИПУ РАН «Теория управления организационными системами» отмечены следующие исследователи:
- Балашов, Владимир Григорьевич, д.т.н. (Модели и методы управления корпоративными финансовыми потоками, 2003)[7], проф. каф. теории и истории социологии факультета социологии, экономики и права МПГУ и проф. каф. инновационного менеджмента МФТИ[8]
- Винник Андрей Александрович, к.т.н. (Подготовка и принятие решений при управлении оборотными средствами фирмы, ориентированной на бизнес-процессы, 1999)[9]
- Дранко Олег Иванович, доцент каф. инновационного менеджмента МФТИ, д.т.н. (Методология управления развитием промышленных предприятий с использованием комплекса математических моделей и методов прогнозирования, 2018)[10]
- Кузнецов Сергей Викторович, к.т. н. (Математическое моделирование задач управления оборотным капиталом, 2001)[11]
- Семешко Александр Владимирович, к.т.н. (Модели и методы подготовки и принятия управленческих решений на уровне финансового директора организации, 2003)[12]
- Тренёв Николай Николаевич, к.ф.м.н., д.э.н. (Методология стратегического управления предприятием на основе самоорганизации, 2001)[13]

## Награды, членство, почётные звания
- Медаль «За доблестный труд»;
- HDBA (Honorary doctor of business administration) — почётный доктор управления предприятием (предпринимательством) Вулверхэмптонского университета (UK, 1994),
- академик РАЕН (1997)
- Заслуженный работник высшей школы РФ (2000 г.)

## Увлечения
- изучение поведения животных и насекомых,
- теннис, ролики, лыжи, коньки;